# Ganna Walska
Ganna Walska, nata Hanna Puacz (Brest Litovsk, 26 giugno 1887 – Montecito, 2 marzo 1984), è stata una cantante lirica polacca.
Aveva una passione per i giardini tale da spingerla a creare i giardini botanici Lotusland nella sua tenuta di Montecito in California.
Si sposò sei volte, quattro con uomini molto ricchi.
La munifica promozione della sua poco brillante carriera operistica da parte del suo quarto marito Harold Fowler McCormick, ha ispirato alcuni aspetti della sceneggiatura di Quarto potere.

## Biografia
Ganna Walska nacque come Hanna Puacz a Brest, nell'allora Impero russo, da genitori polacchi. Ganna è una variante russa di Hannah, e Walska ricorda la sua musica preferita, il valzer.
Nel 1922, dopo il suo matrimonio con Harold McCormick, Ganna Walska acquistò il Théâtre des Champs-Élysées a Parigi. Dichiarò al Chicago Tribune di aver investito i suoi fondi invece che quelli del suo ricco marito, affermando: Non comparirò mai nel mio teatro fino a quando non avrò ottenuto il riconoscimento basato esclusivamente sui miei meriti come artista.
Walska divenne allieva del noto pedagogo vocale Cécile Gilly . Marjorie Lawrence, un'altra allieva di Gilly, dichiarò che era chiaro che Walska avesse poca attitudine per la musica, ma che Gilly la accettò a causa dell'eccessiva remunerazione finanziaria della donna.
Walska intraprese la carriera di cantante d'opera. La generosa promozione della sua carriera lirica di McCormick - nonostante la sua apparente reputazione di cantante mediocre - ha ispirato aspetti della sceneggiatura di Quarto potere di Orson Welles. Roger Ebert, nel suo commento in DVD su Quarto potere, suppone che il personaggio di Susan Alexander fosse basato su Walska. McCormick spese migliaia di dollari in lezioni di canto per lei e le organizzò persino la direzione in una produzione di Zazà di Ruggero Leoncavallo alla Chicago Opera nel 1920. Secondo quanto riferito, Walska ebbe una discussione con il regista Pietro Cimini durante le prove del vestito e si precipitò fuori dalla produzione prima che apparisse. I contemporanei affermano che Walska aveva una voce terribile, gradita solo a McCormick.
Nel 1926 Walska acquistò l'uovo per la duchessa di Marlborough Fabergé offerto da Consuelo Vanderbilt in un'asta di beneficenza. In seguito fu acquisito da Malcolm Forbes come primo uovo di Pasqua nella sua collezione di uova Fabergé.
Ganna Walska morì 1984 in California, lasciando il suo giardino e la sua fortuna alla Fondazione Ganna Walska Lotusland.